# Vettius triangularis
Vettius triangularis is een vlinder uit de familie van de dikkopjes (Hesperiidae). De wetenschappelijke naam van de soort is voor het eerst geldig gepubliceerd in 1831 door Carl Geyer.